# Bernhard Miltenberg
Karl Bernhard Jakob Franz Miltenberg (* 6. August 1786 in Darmstadt; † 3. Januar 1833 in Frankfurt am Main) war ein Richter und Politiker der Freien Stadt Frankfurt.
Bernhard Miltenberg war der Sohn des Hessen-Darmstädtischen Kammerrates Franz Wilhelm Miltenberg und dessen Ehefrau, einer geborenen Runkel aus Frankfurt. Am 19. Dezember 1830 heiratete er.
Bernhard Miltenberg studierte Rechtswissenschaften und wurde bereits im 20. Lebensjahr zum Dr. jur. promoviert. Er war ab 1816 Kanzleirat in Frankfurt am Main. 1821 wurden Miltenberg, Friedrich Philipp Usener und Sigismund Paul Hiepe als Kandidaten für den Senat der Freien Stadt Frankfurt vorgeschlagen. Bei der Kugelung zog Miltenberg die goldene Kugel und wurde Senator. Von 1821 bis 1833 war er als Senator Mitglied im Senat der Freien Stadt Frankfurt. 1821 bis 1827 war er Stadtgerichtsrat und 1827 erstmals Jüngerer Bürgermeister. Danach war er ab 1828 Stadtgerichtsdirektor. 1831 war er erneut Jüngerer Bürgermeister. Ab 1833 war er Appellationsgerichtsrat am Appellationsgericht Frankfurt am Main und Syndikus. Er gehörte dem Gesetzgebenden Körper 1822 bis 1824, 1826, 1829 bis 1830 und 1833 an. Daneben war er Direktor des lutherischen Konsistoriums.